# Paola Viganò
Paola Viganò, née en 1961 à Sondrio, est une architecte et urbaniste italienne et professeur à l'École Polytechnique Fédérale de Lausanne (EPFL). Elle a été récompensée par le Grand prix de l'urbanisme 2013 en France

## Biographie
Membre du conseil d'administration de l'École Nationale Supérieure d'Architecture de Versailles, elle est professeur d’Urbanisme et d'Urban design à l’Université IUAV de Venise et également professeur ordinaire à l’École Polytechnique Fédérale de Lausanne (EPFL), où elle dirige le Laboratoire d'Urbanisme (lab-u). 
Docteur de recherche, elle dirige le doctorat en Urbanisme à Venise. Sa recherche développe une réflexion sur les nouveaux territoires du projet, ce qui naît d’un champ, la ville et le territoire contemporain et d’une hypothèse, celle du projet comme dispositif de connaissance. Elle est également à la tête de l'agence d'urbanisme Studio Paola Vigano (auparavant Studio Bernardo Secchi Paola Viganò) à Milan.
Elle est reconnue notamment pour avoir mis en avant le concept de « ville poreuse ».

## Principales études et réalisations
En 1990, elle fonde l'agence Studio 09 avec Bernardo Secchi, qui a coordonné les plans directeurs urbains de nombreuses villes européennes (Bergame, Sienne, Anvers...), participé aux démarches Lille 2030, Montpellier 2040 ou encore à la réflexion sur le Val de Durance, et plus récemment à celle sur le Grand Paris et sur le cœur de Brest Métropole.
Elle a travaillé aux projets Ville-Port à Saint-Nazaire et La Courrouze à Rennes (première tranche : « Le Bois Habité »).

## Prix
- Grand prix de l'urbanisme 2013 en France.
- Docteur Honoris Causa 2016 de l'Université catholique de Louvain (UCLouvain) à Louvain-la-Neuve en Belgique.
- Prix Schelling 2022 qui récompense l’apport crucial aux questions urgentes du développement urbain.

## Publications
- Paola Viganò, La città elementare, Genève, Suisse, Éditions Skira, coll. « Biblioteca di architettura », 1999, 208 p.  (ISBN 888118642X)
- Paola Viganò (ed.) Territori della nuova modernità/Territories of a New Modenity, Napoli, Electa, 2001.
- Paola Viganò, ‹ The porous city ›, in Pellegrini P., Viganò P., eds., Comment vivre ensemble, Q3, Officina Edizioni, Roma, 2006.
- Paola Vigano et Bernardo Secchi, Antwerp - Territory of a New Modernity, Pompano Beach, (FL), USA, Sun Publishers, coll. « Explorations », 2009, 248 p.  (ISBN 9789085067788)
- Bernardo Secchi et Paola Vigano, La Ville poreuse. Un projet pour le grand Paris et la métropole de l'après-Kyoto, Genève, Suisse, MētisPresses, coll. « vuesdensemble », 2011, 256 p.  (ISBN 978-2-940406-56-2)
- Paola Vigano, Les Territoires de l’urbanisme. Le Projet comme producteur de connaissance [« I territori dell'urbanistica : il progetto come produttore di conoscenza »], trad. de Anne Grillet-Aubert, Genève, Suisse, MētisPresses, coll. « vuesdensemble », 2014, 239 p.  (ISBN 978-2-940406-88-3)

## Pour approfondir